# Drámesi
Drámesi är en ort i Grekland.   Den ligger i prefekturen Thesprotia och regionen Epirus, i den västra delen av landet, 300 km nordväst om huvudstaden Aten. Drámesi ligger 305 meter över havet och antalet invånare är 138.
Terrängen runt Drámesi är kuperad. Runt Drámesi är det glesbefolkat, med 19 invånare per kvadratkilometer. Närmaste större samhälle är Igoumenitsa, 7,3 km väster om Drámesi. 